# Tvedestrand
Tvedestrand és un municipi situat al comtat d'Agder, Noruega. Té 6.014 habitants (2016) i té una superfície de 217.95 km². El centre administratiu del municipi és el poble homònim.
Des de l'any 2003 forma part de la llista de viles del llibre.

## Galeria

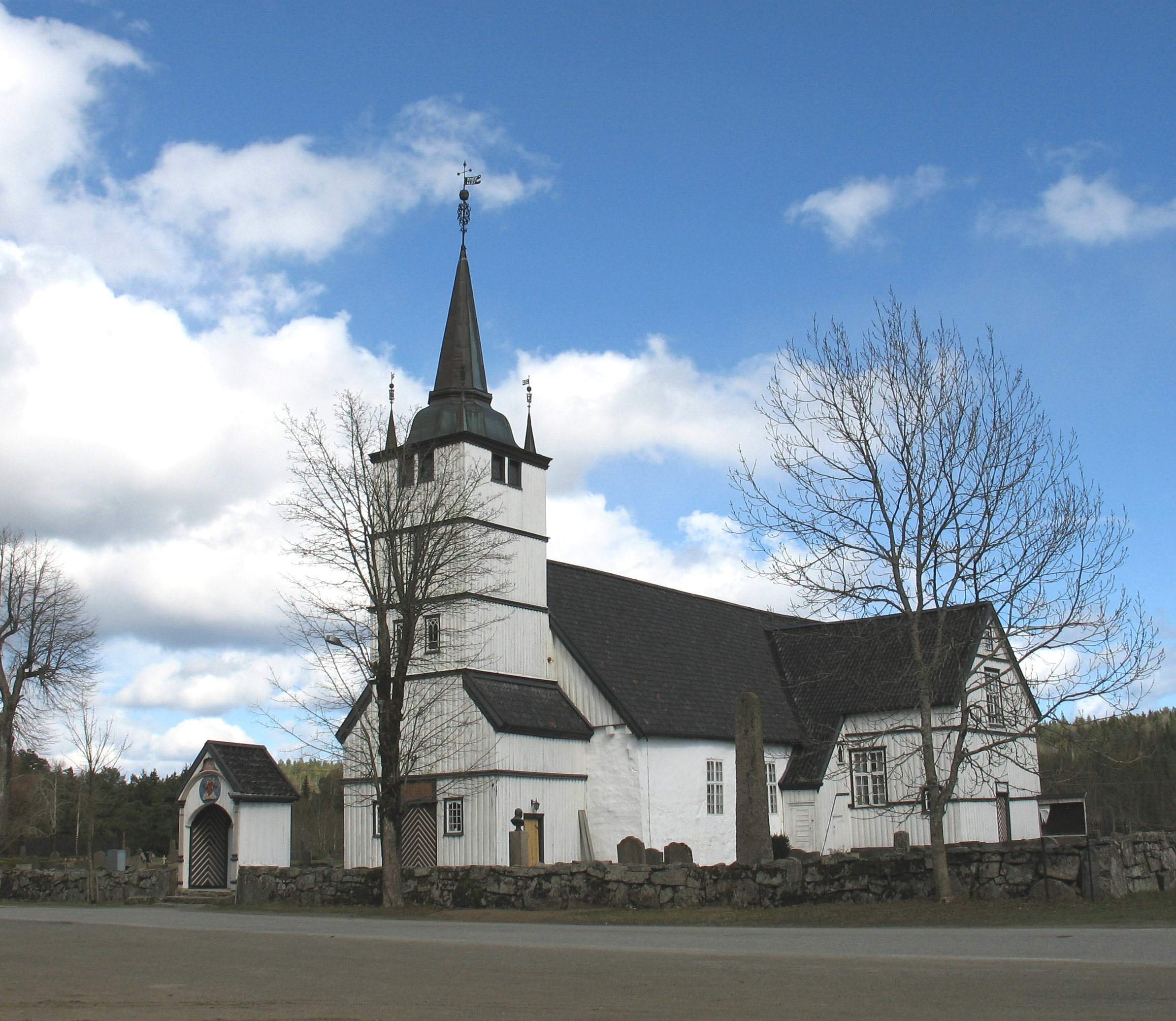
Holzkirche a Tvedestrand.
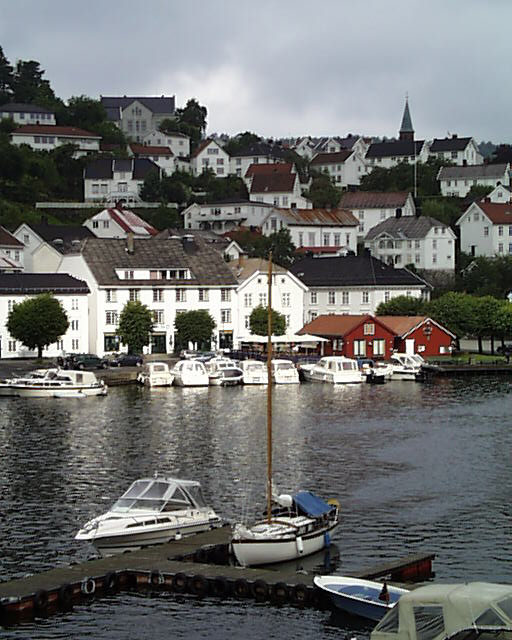
Stadtansicht.
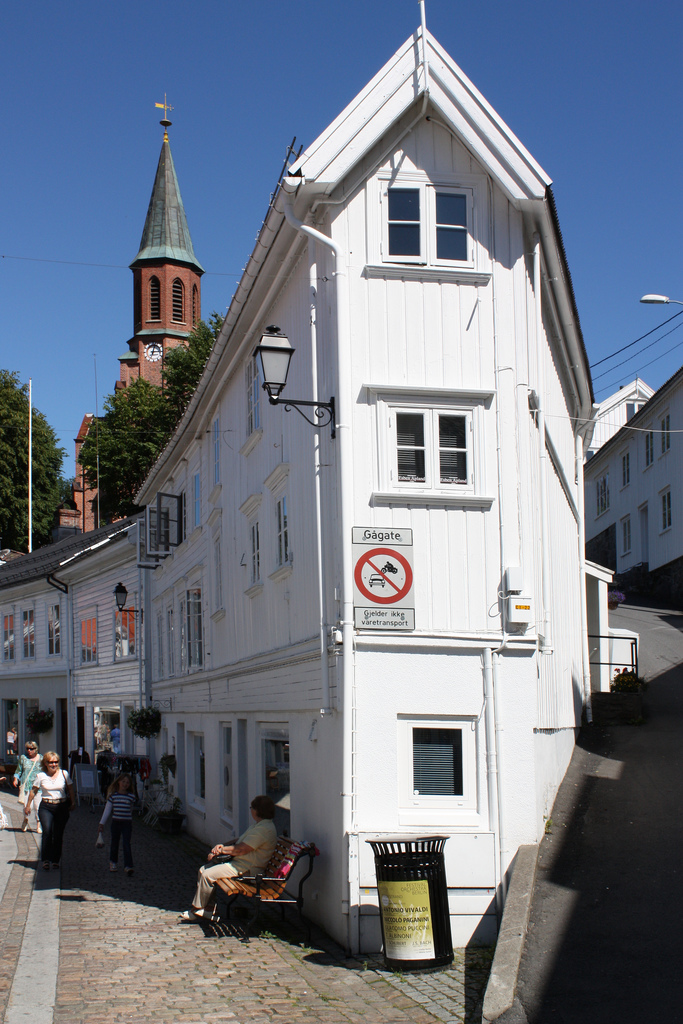
Des del centre de Tvedestrand.
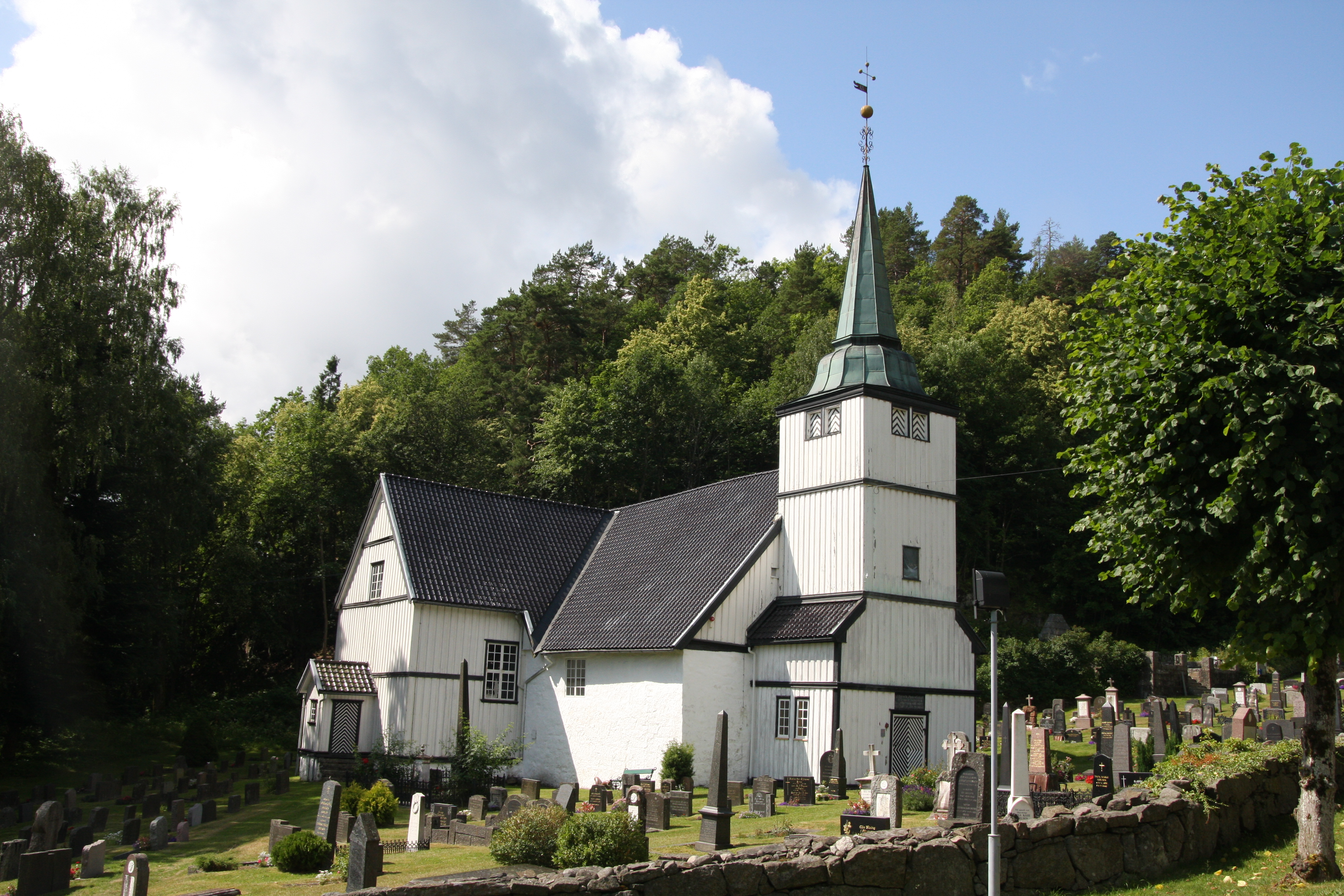
Església Dypvåg.
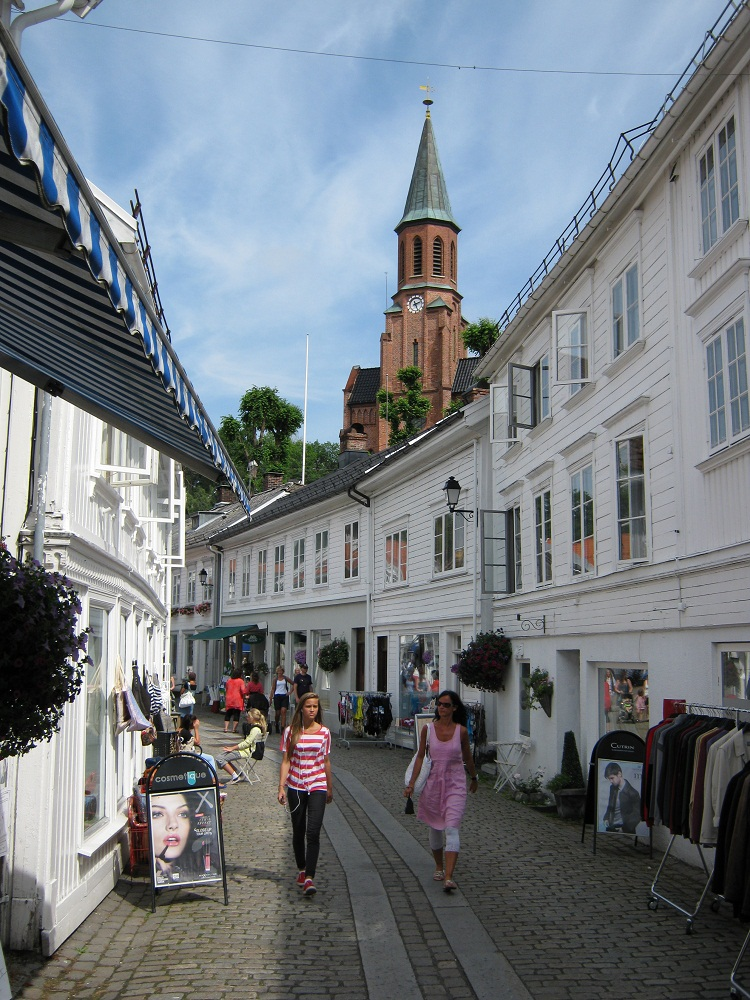
Carrer del centre de Tvedestrand.